# آب‌انبار سردشت
آب‌انبار سردشت، آب‌انباری است مربوط به اواخر دوره صفوی و اوایل دوره افشاریه که در محلهٔ سردشت در محدودهٔ شهر تاریخی تون در جنوب غربی شهر فردوس واقع شده‌است. این اثر در تاریخ ۳ خرداد ۱۳۸۶ با شمارهٔ ثبت ۱۹۱۹۷ به‌عنوان یکی از آثار ملی ایران به ثبت رسیده‌است.